# 浜村郵便局
浜村郵便局（はまむらゆうびんきょく）は、鳥取県鳥取市にある郵便局。民営化前の分類では集配特定郵便局であった。

## 概要
住所：〒689-0399 鳥取県鳥取市気高町勝見672-7

## 沿革
- 1908年（明治41年）2月16日 - 浜村郵便局（三等）として開設[1]。
- 1965年（昭和40年）7月25日 - 宝木郵便局から、簡易な電話の加入および料金に関する事務を移管。同日、同事務を除く電話交換業務を鳥取電報電話局に移管[2]。
- 1967年（昭和42年）9月24日 - 宝木郵便局から和文電報配達業務を移管。
- 1988年（昭和63年）6月13日 - 気高郡気高町浜村から同町勝見に移転。
- 2007年（平成19年）10月1日 - 民営化に伴い、併設された郵便事業鳥取支店浜村集配センターに一部業務を移管。
- 2012年（平成24年）10月1日 - 日本郵便株式会社発足に伴い、郵便事業鳥取支店浜村集配センターを浜村郵便局に統合。
- 2015年（平成27年）3月2日 - 宝木郵便局、鹿野郵便局からそれぞれ「689-02xx」「689-04xx」区域の集配業務を移管。

## 取扱内容
- 郵便、印紙、ゆうパック、内容証明
- 貯金、為替、振替、振込、国際送金、国債
- 生命保険、バイク自賠責保険
- ゆうちょ銀行ATM
- 鳥取市内の一部地域（旧・気高郡気高町、旧・気高郡鹿野町、末恒地区：〒689-02xx、〒689-03xx、〒689-04xx）の集配業務

## 周辺
- 鳥取市役所気高町総合支所（旧・気高町役場）
- 浜村温泉
- 国道9号

## アクセス
- JR山陰本線浜村駅から北西へ約200m（徒歩約3分）
- 鳥取市気高循環バス 浜村駅停留所下車
- 鳥取県道275号八束水勝見線沿い
- 駐車場あり：7台